# Amorphophallus macrorhizus
Amorphophallus macrorhizus är en kallaväxtart som beskrevs av William Grant Craib. Amorphophallus macrorhizus ingår i släktet Amorphophallus och familjen kallaväxter. Inga underarter finns listade.